# Tonawanda
Die City of Tonawanda, oder einfach Tonawanda, ist eine US-amerikanische Stadt im Erie County des Bundesstaats New York. Das U.S. Census Bureau hat bei der Volkszählung 2020 eine Einwohnerzahl von 15.129 ermittelt.
Die Stadt ist nach dem Tonawanda Creek benannt, einem Fluss der im Niagara mündet. Tonawanda bedeutet in der Sprache des Indianerstamms Seneca „schnell fließendes Wasser“. Die Stadt Tonawanda ist nicht mit der gleichnamigen Town of Tonawanda zu verwechseln, welche im selben County liegt.

## Geografie
Es liegt am nördlichen Rand des Erie County, südlich über den Eriekanal (Tonawanda Creek) von North Tonawanda, östlich von Grand Island und nördlich von Buffalo. Sie ist Teil der Metropolregion Buffalo-Niagara Falls.

## Geschichte
Die europäisch-amerikanische Besiedlung von Tonawanda nach dem Amerikanischen Unabhängigkeitskrieg begann mit Henry Anguish, der 1808 ein Blockhaus baute. Er fügte dem Weiler 1811 eine Taverne hinzu, beide an der Südseite des Tonawanda Creek, wo dieser in den Niagara River mündet. Der Weiler wuchs langsam bis zur Eröffnung des Eriekanals, der 1825 im Verlauf des Creeks fertiggestellt wurde. Die Town of Tonawanda wurde im Jahr 1836 gegründet. Der Eriekanal und die ihm bald folgenden Eisenbahnen boten wirtschaftliche Möglichkeiten. Ende des 19. Jahrhunderts waren beide Seiten des Kanals als Teil eines führenden Holzverarbeitungszentrums von Unternehmen genutzt. Mitte des 19. Jahrhunderts wurde das Geschäftszentrum von Tonawanda als Village innerhalb der Town eingemeindet. Das Village schloss sich mit North Tonawanda auf der anderen Seite des Kanals zu einer Gemeinde zusammen. Diese Gemeinde fiel auseinander, und 1904 wurde das Village zur City of Tonawanda erhoben.
Am 26. September 1898 verwüstete ein Tornado die Stadt Tonawanda. Nachdem er den Fluss von Grand Island aus überquert hatte, beschädigte der Tornado die alte Murray School sowie mehrere Häuser entlang der Franklin und Kohler Street. Die größte Verwüstung richtete er in der Fuller Avenue an, wo ein Dutzend Häuser schwer beschädigt und einige dem Erdboden gleichgemacht wurden. Niemand wurde durch den heftigen Sturm getötet, aber es gab zahlreiche Verletzte.

## Demografie
Nach der Volkszählung von 2010 leben in Tonawanda 21.165 Menschen. Die Bevölkerung teilt sich 2019 auf in 95,7 % Weiße, 0,5 % Afroamerikaner, 0,6 % amerikanische Ureinwohner, 0,4 % Asiaten und 2,5 % mit zwei oder mehr Ethnizitäten. Hispanics oder Latinos aller Ethnien machten 2,4 % der Bevölkerung aus. Das mittlere Haushaltseinkommen lag bei 53.114 US-Dollar. In den letzten Jahrzehnten verlor die Stadt an Einwohnern.
| Bevölkerungsentwicklung Bei den Daten handelt es sich um Volkszählungsergebnisse. | Bevölkerungsentwicklung Bei den Daten handelt es sich um Volkszählungsergebnisse. | Bevölkerungsentwicklung Bei den Daten handelt es sich um Volkszählungsergebnisse. | Bevölkerungsentwicklung Bei den Daten handelt es sich um Volkszählungsergebnisse. | Bevölkerungsentwicklung Bei den Daten handelt es sich um Volkszählungsergebnisse. | Bevölkerungsentwicklung Bei den Daten handelt es sich um Volkszählungsergebnisse. | Bevölkerungsentwicklung Bei den Daten handelt es sich um Volkszählungsergebnisse. | Bevölkerungsentwicklung Bei den Daten handelt es sich um Volkszählungsergebnisse. | Bevölkerungsentwicklung Bei den Daten handelt es sich um Volkszählungsergebnisse. | Bevölkerungsentwicklung Bei den Daten handelt es sich um Volkszählungsergebnisse. | Bevölkerungsentwicklung Bei den Daten handelt es sich um Volkszählungsergebnisse. | Bevölkerungsentwicklung Bei den Daten handelt es sich um Volkszählungsergebnisse. | Bevölkerungsentwicklung Bei den Daten handelt es sich um Volkszählungsergebnisse. | Bevölkerungsentwicklung Bei den Daten handelt es sich um Volkszählungsergebnisse. | Bevölkerungsentwicklung Bei den Daten handelt es sich um Volkszählungsergebnisse. | Bevölkerungsentwicklung Bei den Daten handelt es sich um Volkszählungsergebnisse. | Bevölkerungsentwicklung Bei den Daten handelt es sich um Volkszählungsergebnisse. |
| --------------------------------------------------------------------------------- | --------------------------------------------------------------------------------- | --------------------------------------------------------------------------------- | --------------------------------------------------------------------------------- | --------------------------------------------------------------------------------- | --------------------------------------------------------------------------------- | --------------------------------------------------------------------------------- | --------------------------------------------------------------------------------- | --------------------------------------------------------------------------------- | --------------------------------------------------------------------------------- | --------------------------------------------------------------------------------- | --------------------------------------------------------------------------------- | --------------------------------------------------------------------------------- | --------------------------------------------------------------------------------- | --------------------------------------------------------------------------------- | --------------------------------------------------------------------------------- | --------------------------------------------------------------------------------- |
| Jahr                                                                              | 1870                                                                              | 1880                                                                              | 1890                                                                              | 1900                                                                              | 1910                                                                              | 1920                                                                              | 1930                                                                              | 1940                                                                              | 1950                                                                              | 1960                                                                              | 1970                                                                              | 1980                                                                              | 1990                                                                              | 2000                                                                              | 2010                                                                              | 2020                                                                              |
| Einwohner                                                                         | 2.812                                                                             | 3.864                                                                             | 7.145                                                                             | 7.421                                                                             | 8.290                                                                             | 10.068                                                                            | 12.681                                                                            | 13.008                                                                            | 14.617                                                                            | 21.561                                                                            | 21.898                                                                            | 18.693                                                                            | 17.284                                                                            | 16.136                                                                            | 15.130                                                                            | 15.129                                                                            |

## Kultur
Gemeinsam mit der Stadt North Tonawanda feiert die Stadt Tonawanda jährlich das Canal Fest of the Tonawandas. Eine Woche lang feiern die Mitglieder beider Gemeinden Tonawandas historische Lage am westlichen Ende des Eriekanals im größten Festival seiner Art. Das Festival wurde 1983 ins Leben gerufen, als Freimaurer in der Region in Zusammenarbeit mit mehreren staatlichen und regionalen Führungspersönlichkeiten das Ziel verfolgten, den Handel der Tonawandas zu fördern, Möglichkeiten zur Mittelbeschaffung für lokale gemeinnützige Organisationen zu schaffen und Freizeitaktivitäten für die Bürger von Tonawanda und North Tonawanda anzubieten.
Das erste Canal Fest wurde 1983 auf beiden Seiten des Kanals veranstaltet. Heute wird das Canal Fest von der Canal Fest of the Tonawandas Inc. organisiert, einer gemeinnützigen Organisation. Es wird geschätzt, dass jedes Jahr über 150.000 Menschen das Canal Fest besuchen, obwohl eine genaue Zahl unmöglich zu ermitteln ist, da die Teilnahme an der Veranstaltung kostenlos ist und es keine Drehkreuze gibt, um die Besucherzahlen zu messen.

## Söhne und Töchter der Stadt
- Niland-Brüder
- Thomas Perry (* 1947), Schriftsteller
- Joe Mesi (* 1973), Boxer